# Palazzo Savelli Orsini
Palazzo Savelli Orsini (anche Palazzo Orsini) è un edificio storico di Roma,  a Monte Savello presso il rione romano Sant'Angelo.

## Storia
Costruito sulle rovine del Teatro di Marcello, poi divenuto fortezza medievale e quindi dimora di famiglie nobiliari romane come i Savelli e gli Sforza Cesarini. Nel 1729 il palazzo fu acquistato, per 29.000 scudi, da Ferdinando Bernualdo Filippo Orsini d'Aragona dei duchi di Gravina che Benedetto XIII, della stessa famiglia, aveva legittimato alla successione al ramo romano degli Orsini di Bracciano, anche nella carica di Principe assistente al Soglio pontificio. I nuovi proprietari trasferirono nella nuova residenza l'archivio di quel ramo, già conservato nel palazzo di Monte Giordano, e provvidero ad intervenire ulteriormente sul complesso, apportando profonde modifiche nelle strutture più antiche ed ampliandone con altri tre corpi di fabbrica il lato nord-ovest, disposti intorno al giardino al quale si accede dalla piazza omonima mediante un cancello posto tra due pilastri sormontati dagli orsi araldici della famiglia. Dal 1760 alla sua morte nel 1767 vi abitò il celebre pittore Giacomo Zoboli.
La sopraelevazione del palazzo Savelli sulle parti ancora in piedi del teatro di Marcello fu realizzata nei primi del XVI secolo dall'architetto Baldassarre Peruzzi.
L'edificio rimase di proprietà degli Orsini fino ai primi decenni del XX secolo quando, anche a causa di una istanza di esproprio da parte della Cassa di Risparmio di Roma, iniziata alla fine del secolo XIX, venne ceduto in gran parte a Leone Caetani. Questi, da poco succeduto al padre nel titolo di duca di Sermoneta, vi fissò nel 1919, assieme alla consorte Vittoria Colonna, la propria dimora, trasferendovi anche la biblioteca personale, ed assegnandogli la denominazione di palazzo Sermoneta; successivamente, anche a causa della sua separazione dalla moglie e della successiva emigrazione dall'Italia, lo cedette frazionandone la proprietà.
Nel 2012 il Principe Domenico Orsini, Duca di Gravina poté ricomprare parte del palazzo Savelli Orsini (pare per oltre 30 milioni di euro) per farne di nuovo la sede familiare. La parte principale è sede dal 1994 dell'ambasciata del Sovrano Militare Ordine di Malta presso la Santa sede.
Nel 2021 la Fondazione Giulio e Giovanna Sacchetti ha restaurato tre sale dell'edificio.

## Galleria d'immagini

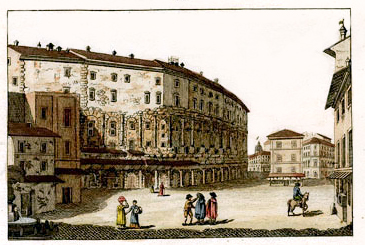
Sul luogo del teatro di Marcello, l'antico Palazzo Orsini nel 1810
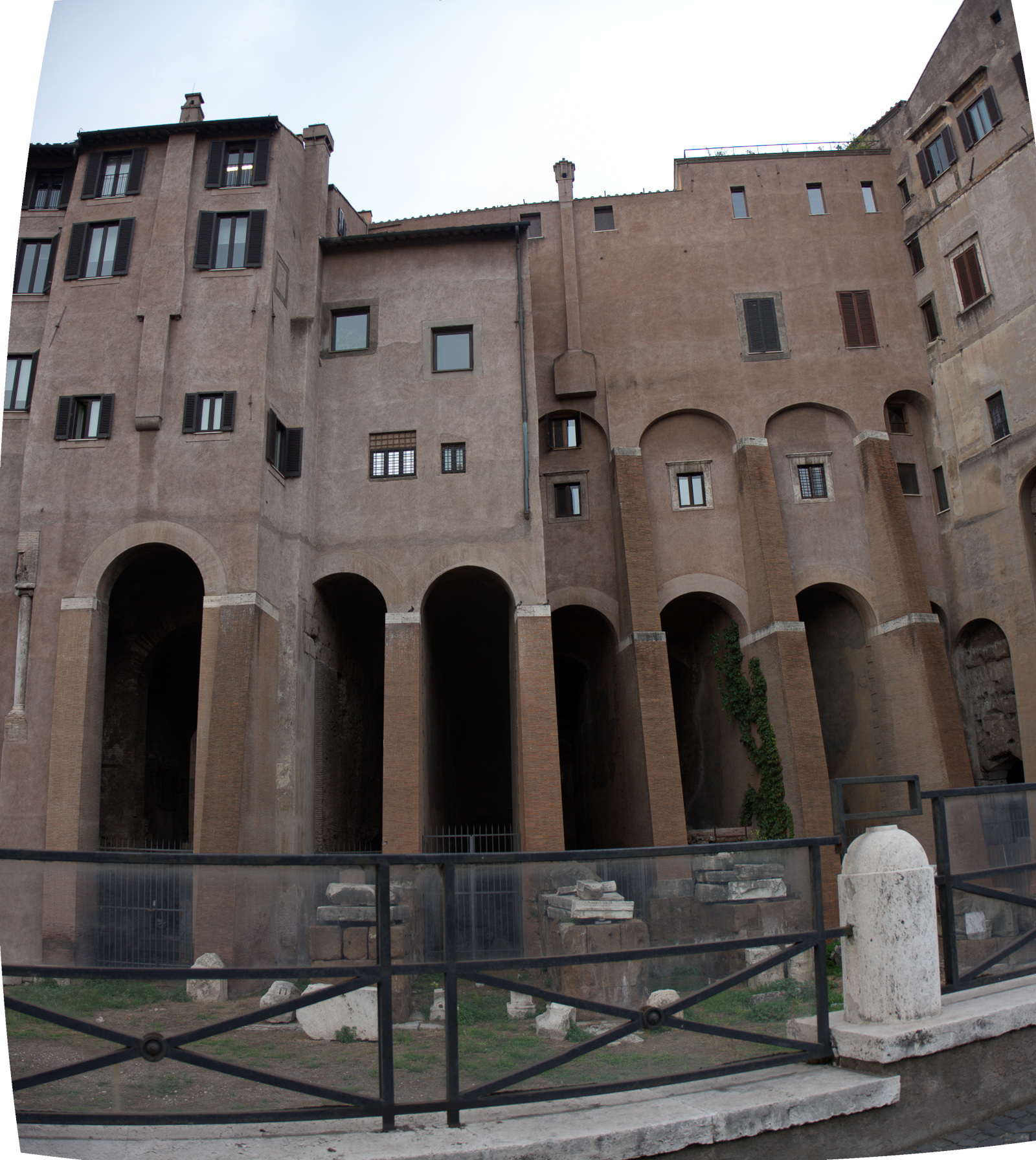
Palazzo Orsini, particolare.
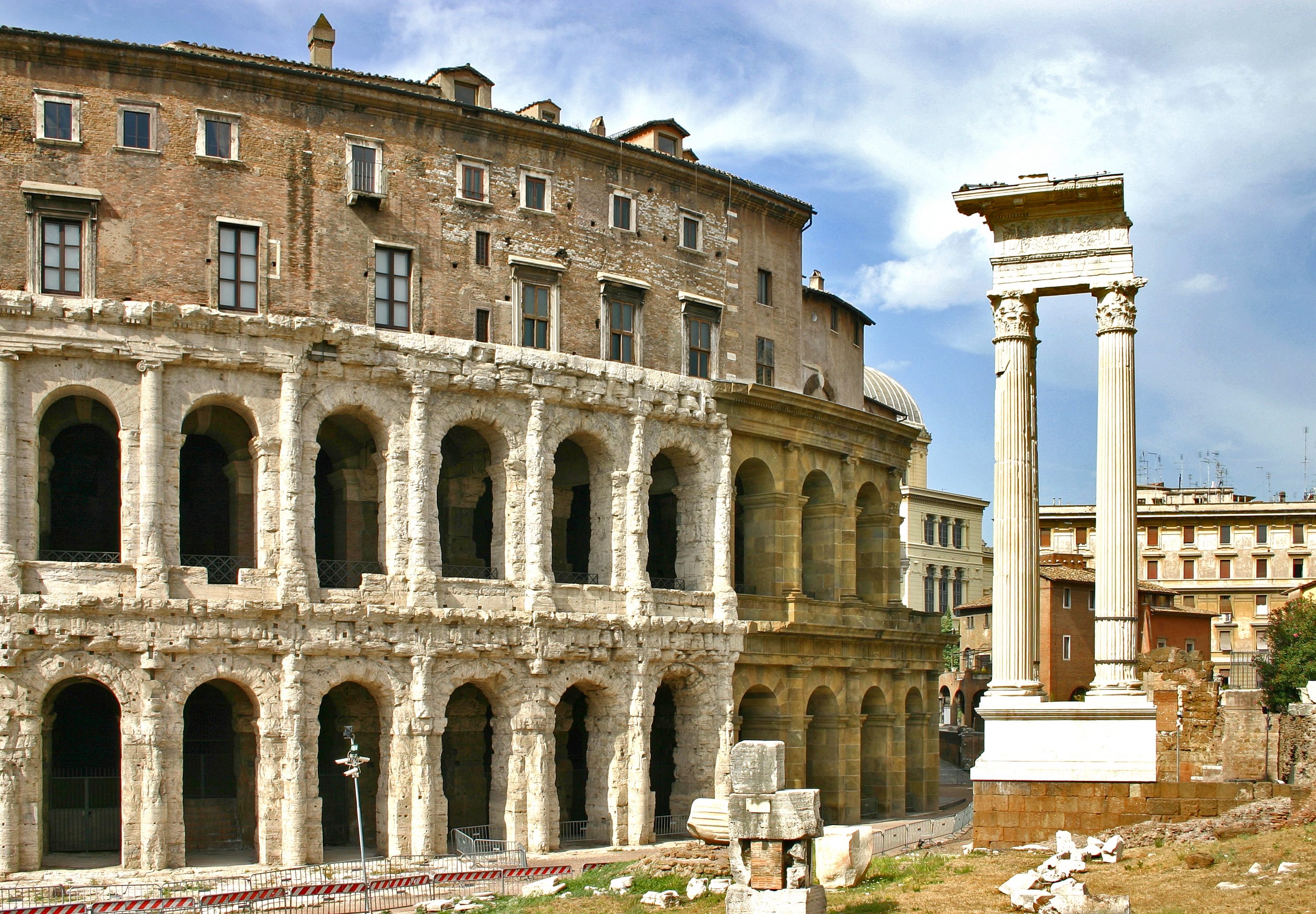
Vista del lato est con la sopraelevazione del palazzo realizzata da Baldassarre Peruzzi